# 劇団四季 ソング&ダンス55ステップス
劇団四季 ソング&ダンス55ステップス（げきだんしき ソング&ダンス55ステップス）は　劇団四季創立55周年記念のために作られたミュージカルである。

## 概要
劇団四季が節目節目に制作上演してきたレビュー作品【ソング＆ダンス】シリーズの４作目にあたる。
劇団四季のレパートリー作品の楽曲のみならず、四季での上演が無くとも関連性が強いディズニー作品、アンドリュー・ロイド・ウェバー作品の楽曲が演じられる事もある。
本作では、ロイドウェバー作品から【スターライト・エクスプレス】の楽曲が演奏された。
作品本来の演出とは違う、ソング＆ダンス独自のアレンジと演出が楽しめる作品となっており、中には作中の楽曲とは全く違う曲に仕上がっているものも存在する。

## スタッフ
構成・振付・演出加藤敬二
音楽監修鎮守めぐみ
編曲坂部剛、喜多形寛丈、前嶋康明

## キャスト
※プログラム掲載のみのキャストは除き、実際に出演したキャストを列記
男性シンガー
阿久津陽一郎、金森勝、芝清道、田中彰孝、福井晶一、李涛、高井治、村俊英、渡辺正、平良交一
女性シンガー
井上智恵、今井美範、木村花代、早水小夜子、鈴木ほのか、秋夢子、織笠里佳子、金平真弥、福井麻起子
男性ダンサー
加藤敬二、菊池正、岩崎晋也、脇坂真人、朱涛、西尾健治、萩原隆匡、松島勇気、大塚俊、大空卓鵬、鎌滝健太、神谷凌、川東優希、厂原時也、斎藤准一郎、斎藤洋一郎、徳永義満、成田蔵人、水原俊、前田順弘、新庄真一、河野駿介、金久烈、文永傑、花島佑介、君島龍矢
女性ダンサー
坂田加奈子、高倉恵美、加藤久美子、恒川愛、杏奈、泉春花、駅田郁美、柴田桃子、須田綾乃、室井優、斉藤美絵子、長島祥、今彩乃、中元美里、山本奈未、山本奈央子、織田なつ美、海野愛理、木許由梨、西田ゆりあ、柴田厚子、柴田香理、徳江みさほ、原田麦子、岡村美南、小菅舞、井上佳奈、荒木舞、脇坂美帆、井上実美

## 上演記録
- 2008年10月4日〜2009年3月29日 - JR東日本アートセンター四季劇場［秋］（東京初演）
- 2009年5月17日〜6月28日 - 新名古屋ミュージカル劇場（名古屋初演）
- 2009年7月13日〜9月6日 - 大阪四季劇場（大阪初演）
- 2009年11月19日〜2010年1月3日 - 福岡シティ劇場（福岡初演）
- 2010年1月22日〜6月29日 - 全国公演（全国各地で初演）
- 2010年9月23日〜11月21日 - 電通四季劇場［海］（東京凱旋）